# Centre de production Rai de Naples
 (décembre 2019).
Si vous disposez d'ouvrages ou d'articles de référence ou si vous connaissez des sites web de qualité traitant du thème abordé ici, merci de compléter l'article en donnant les références utiles à sa vérifiabilité et en les liant à la section « Notes et références ».
Le Centre de Production Rai de Naples (en italien Centro di produzione Rai di Napoli) est l'un des quatre centres de production Rai avec Rome, Turin et Milan et l'une des 21 directions régionales du réseau Rai 3, émettant sur la région de la Campanie et basée à Naples.

## Histoire
Le Centre de Production Rai de Naples est construit entre 1958 et 1963. Il est situé au no  9, rue Guglielmo Marconi. Il a été inauguré le 7 mars 1963  par le président du Conseil Amintore Fanfani.
Le Centre de Production est connu pour la production du feuilleton télévisé Un posto al sole (en français « Une place au soleil »).

## Émissions depuis 2006

### Émissions nationales produites
- Famiglia Salemme Show
- Ti lascio una canzone
- 24mila voci
- Attenti a quei due - La sfida
- Ciak... si canta!
- Mettiamoci all'opera
- Me lo dicono tutti!
- Non sparate sul pianista
- Italia Coast2Coast
- I grandi della musica
- Made in Sud
- 2013 un anno da paura
- Stasera tutto è possibile
- Andrea Bocelli - Il mio cinema
- Fatti unici
- Music Quiz
- Il nostro Totò
- Scanzonissima
- Una storia da cantare

Le Auditorium Domenico Scarlatti

- Salemme il bello... della diretta!

### Émissions nationales externes
- Sbandati
- Reazione a catena - L'intesa vincente
- Kilimangiaro
- Zero e lode!
- B come Sabato
- Il Settimanale
- TGR Buongiorno Italia (en français «JTR Bonjour Italie»)
- Torto o ragione? Il verdetto finale

### Émissions régionales
- TGR Campania : toute l'actualité régionale diffusée chaque jour de 14h00 à 14h20, 19h30 à 19h55 et 00h10
- TGR Meteo : météo régionale, remplacé par Rai Meteo Regionale le 3 juin 2018
- Buongiorno Regione (en français « Bonjour Région ») : toute l'actualité régionale diffusée chaque jour du lundi au vendredi de 7h30 à 8h00 ; n'est pas diffusé en été.

### Anciennes émissions
- Senza rete
- Concours Eurovision de la chanson 1965
- Sotto le stelle
- Cocco
- Domenica in (en français « Dimanche en »)
- Napoli capitale
- Avanspettacolo
- Furore
- Pippo Chennedy Show
- L'ottavo nano
- Convenscion
- Blu notte - Misteri italiani
- La squadra
- La nuova squadra